# Nilobezzia whartoni
Nilobezzia whartoni är en tvåvingeart som beskrevs av Lee 1948. Nilobezzia whartoni ingår i släktet Nilobezzia och familjen svidknott. Inga underarter finns listade i Catalogue of Life.